# Kurilohadalia
Kurilohadalia là một chi ốc biển, là động vật thân mềm chân bụng sống ở biển trong họ Turridae.

## Các loài
Các loài thuộc chi Kurilohadalia bao gồm:
- Kurilohadalia brevis Sysoev & Kantor, 1986[2]
- Kurilohadalia elongata Sysoev & Kantor, 1986[3]